# 中井英夫
中井 英夫（なかい ひでお、本名同じ、1922年（大正11年）9月17日 - 1993年（平成5年）12月10日）は、日本の短歌編集者、小説家、詩人。三大奇書とされる代表作の『虚無への供物』の作者として著名であるが、ノヴェレット主体のマニエリスティクな推理小説・幻想文学において知られている。
別名に、塔晶夫、碧川潭、緑川弓雄、黒鳥館主人、流薔園園丁、月蝕領主、ハネギウス一世。

## 概要・人物
東京市滝野川区田端に生まれ育つ。父は植物学者で国立科学博物館館長、陸軍司政長官・ジャワ・ボゴール植物園園長、小石川植物園園長等を歴任した東京帝国大学名誉教授の中井猛之進。祖父堀誠太郎も札幌農学校教授、小石川植物園御用掛を歴任しており、二代続いた植物学者の家系であった。生家は芥川龍之介の自宅の近所にあり、また芥川の次男である多加志と同じ幼稚園に通っていたことから、自殺直前の芥川の自宅に何回か遊びに行ったことがあるという。
東京高師附属中（現在の筑波大学附属中学校・高等学校）で嶋中鵬二や椿實らの知遇を得る。一年浪人して旧制府立高等学校（東京都立大学の前身）に進み、戦時中は学徒出陣で市谷の陸軍参謀本部に勤務。東京大学文学部言語学科に復学するが、中退して日本短歌社に勤務。その後角川書店に入社して短歌雑誌の編集の傍ら多くの若い才能を見出し育てた（塚本邦雄、寺山修司、石川不二子、春日井建など）。先述の塚本や寺山の他、三島由紀夫や澁澤龍彦といった、独自の美意識を遵守する文人とも浅からぬ親交があった。
1964年、塔晶夫名義で刊行した長編小説『虚無への供物』（先行的に、碧川潭名義で雑誌『ADONIS』21〜23、26の付録に発表）は、当初は話題とはならなかったが、やがてアンチ・ミステリーの傑作として高く評価され、夢野久作の『ドグラ・マグラ』、小栗虫太郎の『黒死館殺人事件』と共に日本推理小説の三大奇書に数えられるようになる。その後も薔薇や黒鳥を基調とした人工的な幻想小説、虚実を取り混ぜた私小説的な幻想譚を数多く発表した。久生十蘭への敬愛が物語るような現実的かつ微細なディテールを偏執的に積み重ねて明晰な幻想や頽廃を構築しつつ、独特のニヒリズムと厭世観によってその世界観が崩壊する様そのものを耽美的に描く独特の作風で評価を受ける。幻想小説の分野では盛儀なマニエリスムを極めた連作短篇集『とらんぷ譚』が名高いが、純文学的に個と時代の相克を追求した『金と泥の日々』など、社会派の題材を援用しての幻想小説にも新地平を拓いた。
フリーとなる前後から専門機関に通いながら、黎明期にあったコンピュータープログラミングを学んだという意外な一面もある。1970年代に刊行された小学館万有百科事典（ジャンルジャポニカ）では電算編集の責任者をつとめ、最終巻に一文も寄せている。

## 略歴
- 1922年（大正11年）、東京府豊島郡滝野川町に生まれる。3歳から母より日記をつけさせられ、歌を作らされた。幼時の友人に芥川龍之介次男の芥川多加志（戦没）がいた。
- 1935年（昭和10年）、東京高等師範学校附属小学校（現・筑波大学附属小学校）卒業。同級生に後の文部大臣の永井道雄、後の中央公論社社長の嶋中鵬二、哲学者の鶴見俊輔がいる。このころ『足の裏を舐める男』などの妄想小説を書き、江戸川乱歩を耽読。
- 1940年（昭和15年）、東京高等師範学校附属中学校（現・筑波大学附属中学校・高等学校）卒業。
- 1946年（昭和21年）、東京大学在籍時に第14次『新思潮』の編集に携わる。同人に嶋中鵬二、椿實、吉行淳之介らがいた。太宰治の知遇を得る[3]。
- 1949年（昭和24年）、大学を中退して日本短歌社に勤務。短歌雑誌『短歌研究』『日本短歌』の編集長となり、葛原妙子、塚本邦雄、中城ふみ子、寺山修司らを輩出。
- 1952年（昭和27年）、父猛之進没す。国立科学博物館にて植物葬。この年に創刊され、パートナーで作品社（第２次）の社主でもあった田中貞夫が引き受けていた『ADONIS』に寄稿していた[4]。
- 1956年（昭和31年）、角川書店へ入社。『短歌』編集長となり、春日井建、浜田到らを発掘。
- 1962年（昭和37年）、江戸川乱歩賞に一部まで完成した『虚無への供物』の前半部分を応募するが次席にとどまる。
- 1964年（昭和39年）、『虚無への供物』を完成し、講談社から塔晶夫名義で刊行。塔晶夫という筆名はフランス語の「お前は誰だ（トワ・キ）」「おおっ!」のもじりである[5]。
- 1973年（昭和48年）、心臓発作で入院。その後1975年（昭和50年）頃から不整脈に苦しむようになる。
- 1974年（昭和49年）、『悪夢の骨牌』で第2回泉鏡花文学賞受賞。北軽井沢に山荘「流薔園」を開き、流薔園園丁と称する。
- 1986年（昭和61年）、『中井英夫作品集』刊行開始。
- 1993年（平成5年）、奇しくも『虚無への供物』開巻と同日、同曜の12月10日金曜日に肝不全のため日野市の病院にて死去[6]。12日に通夜、13日に告別式。葬儀は台東区下谷の法昌寺にて営まれた。葬儀委員長は相澤啓三、導師は福島泰樹。

## 作品リスト

### 小説
- 『虚無への供物』講談社 1964年（塔晶夫名義）のち文庫
- 『見知らぬ旗』河出書房新社 1971年（短編集）
- 『幻想博物館』平凡社 1972年　のち講談社文庫（連作短編集、「太陽」1970年7月-71年6月号）
- 『悪夢の骨牌』平凡社 1973年　のち講談社文庫（連作短編集、「太陽」1973年1月-12月号）
- 『黒鳥の囁き』大和書房 1974年（短編集）
- 『銃器店へ』角川文庫 1975年（短編集）
- 『黒鳥譚・青髯公の城 』講談社文庫 1975
- 『人形たちの夜』潮出版社 1976年（連作短編集、「潮」1975年3-86年2月号）
- 『人外境通信』平凡社 1976年　のち講談社文庫（連作短編集、「太陽」1975年7月-76年6月号）
- 『蒼白者の行進』筑摩書房 1976年
  - 未完短篇「デウォランは飛翔したか」を併録。
- 『幻戯』コーベブックス/南柯書局 1976年（限定380部）- 「星の破片」「幻戯」の2編所収
- 『光のアダム』角川書店 1978年
- 『真珠母の匣』平凡社 1978年　のち講談社文庫（連作短編集、「太陽」1977年7月-78年6月号）
- 『月蝕領宣言』立風書房 1979年
- 『とらんぷ譚』平凡社 1980年
  - 「幻想博物館」「悪夢の骨牌」「人外境通信」「真珠母の匣」の合本に「影の狩人」「幻戯」の二編を加え、54枚からなるトランプに擬えて編まれた短編集。
- 『薔薇への供物』龍門出版社 1981年（短編集）
- 『夜翔ぶ女』講談社 1983年（短編集）
  - 橅館の殺人 - 書庫で死んだ稀少本収集家の事件を描いた掌編。
  - 夜翔ぶ女
  - 幻談・千夜一夜
- 『金と泥の日々』大和書房 1984年（連作短編集、『ユリイカ』1981年1月-82年10月号）
- 『名なしの森』河出書房新社 1985年（短編集）
  - 名なしの森
  - 変身譜 - 男装や女装を扱う耽美小説。
  - 干からびた犯罪
- 『夕映少年』雪華社 1985年（短編集）
- 『他人の夢（よそびとのゆめ）』深夜叢書社 1985年
  - 「錆びた港」を併録。
- 『黄泉戸喫（よもつへぐい）』東京創元社 1994年（遺漏・未完作品集）

### 詩・エッセイ・評論
- 「彼方より」深夜叢書社 1971年（日記、詩集「戦前詩編 水星の騎士」、短編）1975年に増補版
- 「黒衣の短歌史」潮出版社 1971年、1975年に増補版 ※短歌評論
- 「眠る人への哀歌」思潮社 1972年 ※詩集
- 「黒鳥の旅もしくは幻想庭園」潮出版社 1974年
- 「ケンタウロスの嘆き」潮出版社 1975年 ※文学論集
- 「薔薇幻視」平凡社 1975年
- 「香りへの旅」平凡社 1975年
- 「中井英夫詩集（現代詩文庫）」思潮社 1976年（「眠る人への哀歌」「水星の騎士」他）
- 「香水に寄せる11の脚韻詩の試み」世界文化社 1978年
- 「地下を旅して」立風書房 1979年
- 「月蝕領宣言」立風書房 1979年
- 「香りの時間」大和書房 1981年
- 「La battée : 砂金を洗う木皿」立風書房 1981年
- 「墓地　終りなき死者の旅」白水社 1981年
- 「流薔園変幻」立風書房 1983年（戦後日記1975-82年）
- 「黒鳥館戦後日記 西荻窪の青春」立風書房 1983年（戦後日記1945-46年）
- 「地下鉄の与太者たち」白水社 1984年
- 「月蝕領映画館」潮出版社 1984年
- 「続・黒鳥館戦後日記 西荻窪の青春」立風書房 1984年（戦後日記1947-49年）
- 「月蝕領崩壊」立風書房 1985年（戦後日記1982年）
- 「暗い海辺のイカルス達」潮出版社 1985年 ※短歌論集
- 「溶ける母」筑摩書房 1986年
- 「定本 黒衣の短歌史」ワイズ出版 1993年
- 「磨かれた時間」河出書房新社 1994年
- 「中井英夫短歌論集」福島泰樹編集 国文社 2001年
- 「中井英夫戦中日記 彼方より 完全版」河出書房新社 2005年
- 「幻戯」出版芸術社 2008年
- 「ハネギウス一世の生活と意見」幻戯書房 2015年（全集未収録の随筆・評論集）

### 作品集
- 『中井英夫作品集』三一書房 1969年（「虚無への供物」「黒鳥譚」「青髯公の城」「麤皮（あらかわ）」を収めたもの）
- 『中井英夫作品集』三一書房 1986-89年（全十巻・別巻一）
- 『中井英夫全集』創元ライブラリ 1996-2006年
  - 第1巻 「虚無への供物」
  - 第2巻 「黒鳥譚」「見知らぬ旗」「黒鳥の囁き」「人形たちの夜」
  - 第3巻 「とらんぷ譚」
  - 第4巻 「蒼白者の行進」「光のアダム」、短編「重い薔薇」「薔薇への遺言」、自作解説「薔薇の自叙伝」
  - 第5巻 「夜翔ぶ女」「金と泥の日々」「名なしの森」「夕映少年」「他人の夢」
  - 第6巻 「黒鳥の旅もしくは幻想庭園」「ケンタウロスの嘆き」「地下を旅して」
  - 第7巻 「香りの時間」「墓地――終りなき死者の旅」「地下室の与太者たち」「溶ける母」
  - 第8巻 「彼方より」
  - 第9巻 「月蝕領宣言」「LA BATTÉE（ラ・バテエ） 砂金を洗う木皿」「流薔園変幻　北軽井沢の風物」「月蝕領崩壊」
  - 第10巻 「詩篇」「黒衣の短歌史　現代短歌論」「暗い海辺のイカルスたち」「中井英夫・中城ふみ子往復書簡」
  - 第11巻 「薔薇幻視」「香りへの旅」
  - 第12巻 「月蝕領映画館」

### アンソロジー
- 「秘文字」社会思想社 1979年（日影丈吉、泡坂妻夫との共著）
  - 日影丈吉「こわいはずだよ狐が通る」、泡坂妻夫「かげろう飛車」、中井「薔薇への遺言」を暗号文で収録。

### 解説
- 『黒蜥蜴』（江戸川乱歩）、角川文庫、1973年
- 『一寸法師』（江戸川乱歩）、角川文庫、1973年
- 『ニジンスキーの手』（赤江瀑）、角川文庫、1974年
- 『牙の時代』（小松左京）、角川文庫、1975年
- 『瓶詰の地獄』（夢野久作）、角川文庫、1977年
- 『夢のなかの街』（倉橋由美子）、中公文庫、1977年
- 『人魚の嘆き・魔術師』（谷崎潤一郎）、中公文庫、1978年
- 『猫の泉―日影丈吉傑作選2』（日影丈吉）、現代教養文庫、1978年
- 『椿實全作品』（椿實）、立風書房、1982年
- 『日本探偵小説全集 2 江戸川乱歩集』、創元推理文庫、1984年
- 『囲碁殺人事件』（竹本健治）、河出文庫、1985年
- 『日本探偵小説全集 6 小栗虫太郎集』、創元推理文庫、1987年（塔晶夫名義）
- 『孤島の鬼』（江戸川乱歩）、創元推理文庫、1987年